# Nusle
Nusle (deutsch: 1939–1945 Nusl) ist ein Stadtviertel in Prag. Es liegt südlich vom Zentrum der Hauptstadt und gehört administrativ zu Prag 4. Nusle erstreckt sich im Nusle-Tal und auf der südlich liegenden Anhöhe Pankrác und besteht im nördlichen Teil aus Gründerzeitvierteln.

## Geschichte

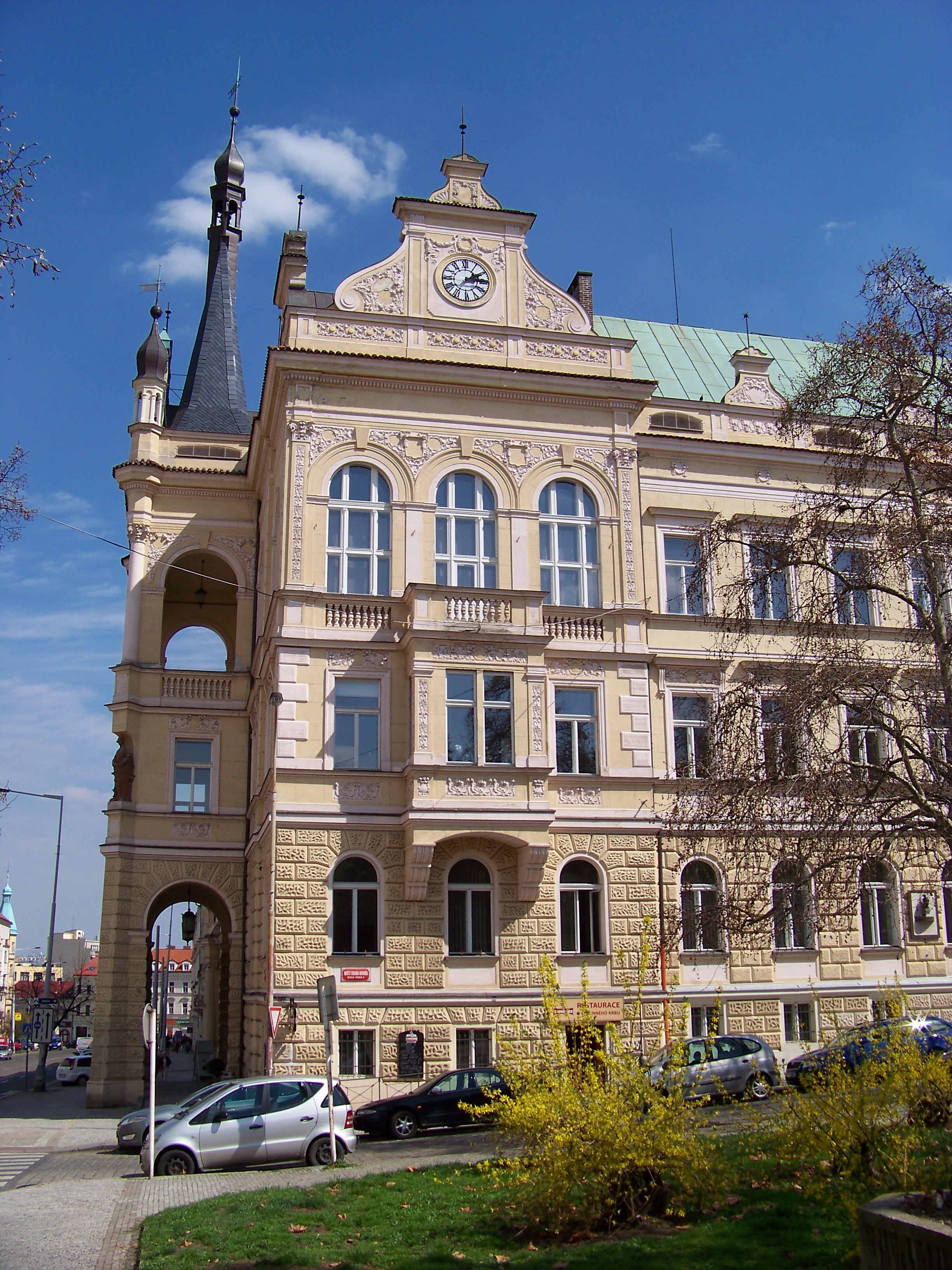
Rathaus von Nusle

Nusles Aufschwung begann mit der Industriellen Revolution. In dieser Zeit wurde bereits ein Bahnhof erbaut und die Gemeinde bekam einen Straßenbahnanschluss. Die stärkste Bebauung erfolgte zu Beginn des 20. Jahrhunderts. 1922 wurde Nusle nach Prag eingemeindet. Spätere Bebauung erfolgte nur noch im Süden, Richtung Pankrác und Vršovice. Nach dem Zweiten Weltkrieg begann das Stadtviertel zu verfallen. 1974 wurde das Nusle-Tal durch die Nuselský most (bis 1990 Most Klementa Gottwalda) überbrückt. Auf der Höhe seines Südhangs befindet sich das Kongresszentrum und weiter südöstlich das Gefängnis Pankrác. Das alte Viertelzentrum im Botič-Tal gehört (noch) zu den wenig restaurierten in Prag. Der Bach Botič ist auch wegen seiner Erwähnung im Buch Der brave Soldat Schwejk von Jaroslav Hašek bekannt. 1991 hatte der Ort 40796 Einwohner. Im Jahre 2001 bestand Nusle aus 1377 Wohnhäusern, in denen 35339 Menschen lebten.

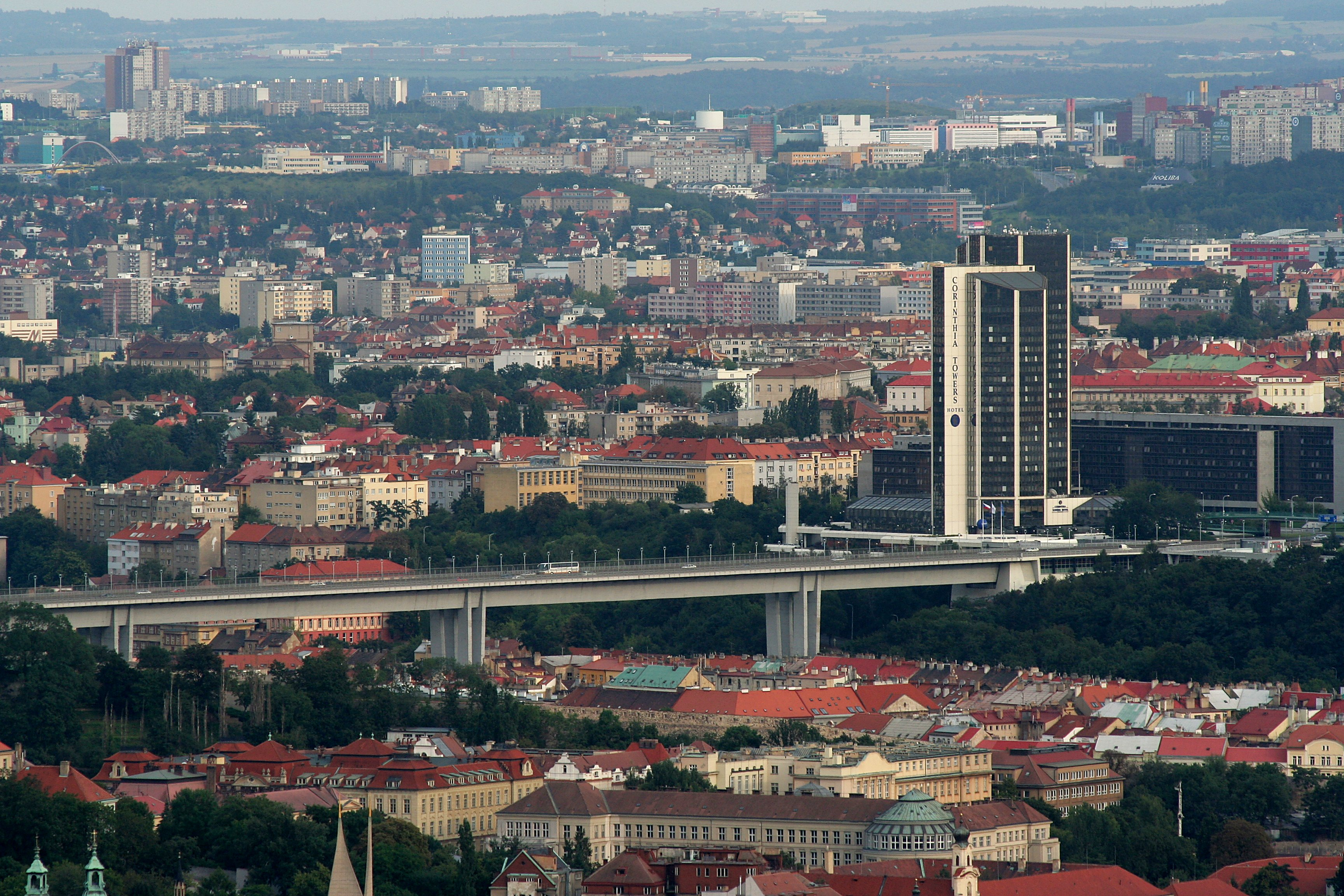
Nuselský most mit Hotel Corinthia Towers

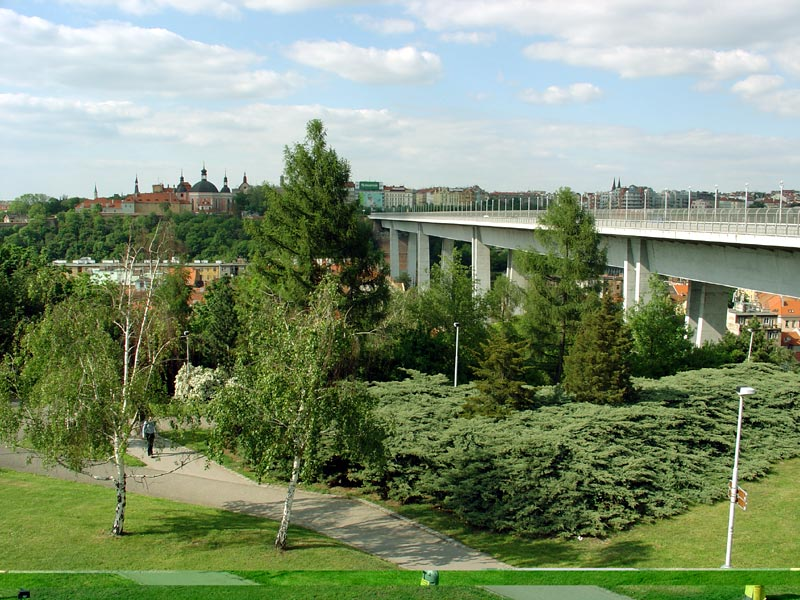
Das Nusle-Tal

## Verkehr
Nusle ist eine wichtige Verkehrskreuzung. Mit der Brücke über das Nusle-Tal beginnt hier die Autobahn D1 nach Brünn. Viele Straßenbahnlinien durchlaufen das Tal und die Anhöhe. Innerhalb der Brückenkonstruktion verläuft die Metro C mit den Stationen I. P. Pavlova und Vyšehrad. Nach der Schließung des Bahnhofs Praha-Vyšehrad hat Nusle keine Anbindung an das tschechische Bahnnetz mehr.

## Persönlichkeiten
- Jaroslav Foglar (* 6. Juli 1907 in Prag-Nusle; † 23. Januar 1999 Prag), der bedeutendste tschechische Verfasser von Jugendbüchern des 20. Jahrhunderts. Unter der Bezeichnung Jestřáb (Habicht) leitete er sein ganzes Leben Pfadfinderabteilungen.